# Costruzioni di Genova per altezza
Fatta eccezione per la cinquecentesca Lanterna, le più alte costruzioni della città di Genova sono tutte grattacieli. Genova è stata una delle prime città europee a costruirne fin dagli anni trenta e quaranta, realizzando tra gli altri il grattacielo Piacentini, all'epoca fra i più alti edifici d'Europa. Con l'ultimazione nel 2014 del grattacielo "Comparto 2", destinato agli uffici genovesi di MSC Crociere, oggi cinque di essi (compresa Torre Piacentini) superano i 100 metri di altezza.
La maggior parte dei più alti edifici genovesi è situata a San Benigno, nodo logistico ai margini orientali del quartiere di Sampierdarena, a ridosso del porto e del centro della città. Nelle vicinanze dell'area erano già presenti la Lanterna e Torre Cantore, quindi a partire dagli anni novanta è iniziata la riconversione di ampie aree destinate a diventare un moderno centro direzionale per la città, con la costruzione, proseguita nei decenni successivi, di diversi grattacieli fra i 70 ed i 110 metri.
Altre aree centrali in cui si sono sviluppati grattacieli sono la zona davanti alla stazione di Genova Brignole, con la Torre San Vincenzo (Genova) ed il complesso di Corte Lambruschini e Portoria, l'area subito a levante di Piazza De Ferrari, con le due torri di Piazza Dante ed il grattacielo di Piccapietra. In periferia grattacieli di notevole altezza sono sorti a Pegli, con la Torre Elah, tre torri residenziali gemelle e un'altra a Pegli 2; a Sampierdarena nell'area della Fiumara, con tre torri residenziali gemelle e la Torre Leonardo, ed a monte di Via Cantore, con due torri residenziali; a Quarto, con una torre residenziale.
Per il futuro è in progetto la costruzione di due grattacieli di 140 metri ciascuno all'interno del Parco scientifico tecnologico in realizzazione sulla collina degli Erzelli, fra i quartieri di Cornigliano e Sestri Ponente.

## Galleria d'immagini

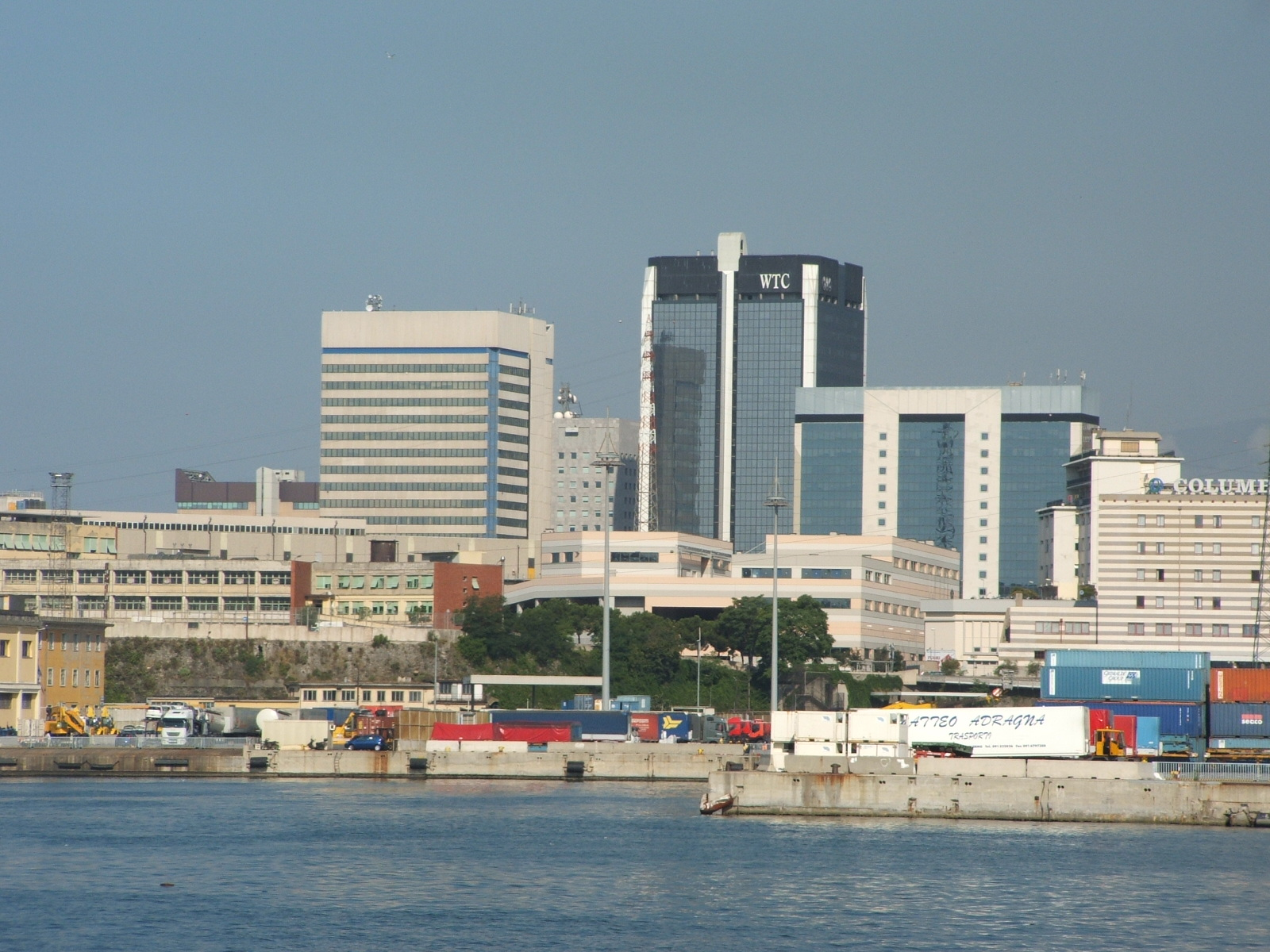
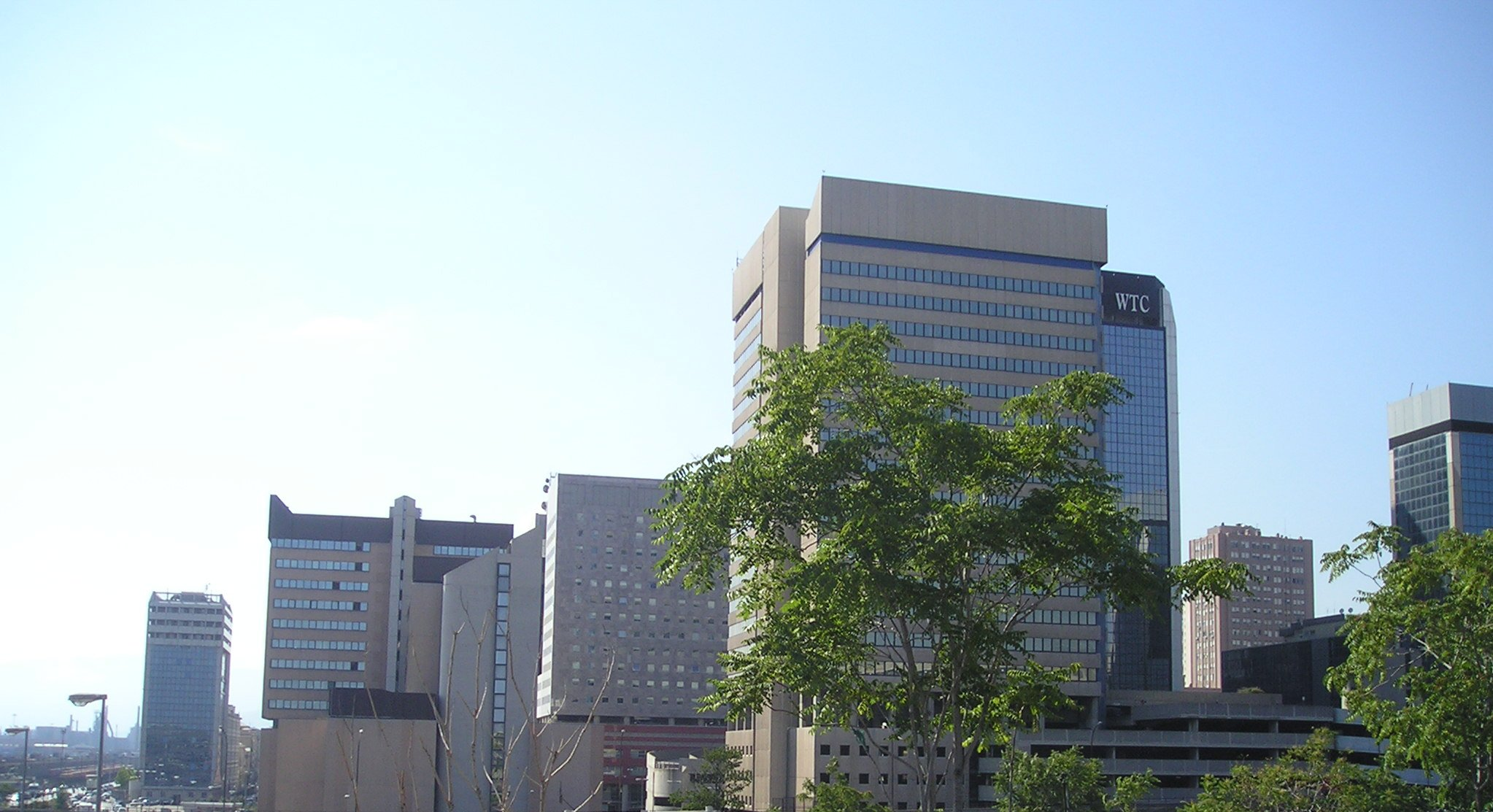

## Elenco degli edifici più alti
| Nome                                        | Immagine | Altezza | Piani | Anno di costruzione | Uso             |
| ------------------------------------------- | -------- | ------- | ----- | ------------------- | --------------- |
| Matitone (San Benigno - Torre Nord)         |          | 109 m   | 26    | 1992                | Uffici comunali |
| Torre Piacentini                            |          | 108 m   | 31    | 1940                | Uffici          |
| Torre San Vincenzo (ex Torre Telecom o Sip) |          | 105 m   | 23    | 1967                | Uffici          |
| San Benigno - World Trade Center            |          | 102 m   | 25    | 1992                | Uffici          |
| San Benigno - Torre MSC                     |          | 100 m   | 23    | 2014                | Uffici          |
| Torre Cantore                               |          | 92 m    | 21    | 1968                | Uffici          |
| Torre Sampierdarena 1 (Via Monti)           |          | 90 m    | 22    | 1962                | Residenziale    |
| Corte Lambruschini 1                        |          | 87 m    | 20    | 1990                | Uffici          |
| Corte Lambruschini 2                        |          | 87 m    | 20    | 1990                | Uffici          |
| San Benigno - Torre Shipping                |          | 85 m    |       | 1993                | Uffici          |
| Fiumara - Torre Sole                        |          | 85 m    | 19    |                     | Residenziale    |
| Fiumara - Torre Mare                        |          | 85 m    | 19    |                     | Residenziale    |
| Fiumara - Torre Luna                        |          | 85 m    | 19    |                     | Residenziale    |
| Torre Dante 2                               |          | 83 m    | 24    | 1939                | Uso misto       |
| Torre Di Francia                            |          | 80 m    |       | 1993                | Uffici          |
| Torre Leonardo                              |          | 80 m    | 16    | 2004                | Uffici          |
| Torre Faro A                                |          | 80 m    | 20    | 2013                | Residenziale    |
| La Torre di Pegli 2                         |          | 80 m    | 20    | 1981                | Residenziale    |
| Torre Pegli A                               |          | 78 m    | 20    | 1970                | Residenziale    |
| Lanterna di Genova                          |          | 77 m    | N/A   | 1538                | Faro            |
| Corte Lambruschini - Starhotel President    |          | 75 m    | 19    |                     | Albergo         |
| Torre Sampierdarena 2                       |          | 75 m    | 18    | 1970                | Residenziale    |
| San Benigno - I Gemelli                     |          | 75 m    | 18    | 1993                | Uso misto       |
| Torre Elah                                  |          | 70 m    | 20    | 2007                | Uso misto       |
| Torre Pegli B                               |          | 70 m    | 18    | 1970                | Residenziale    |
| Torre Pegli C                               |          | 70 m    | 18    | 1970                | Residenziale    |
| Torre Corso Europa                          |          | 70 m    | 18    | 1980                | Residenziale    |
| Torre Quarto alto                           |          | 70 m    | 16    | 1989                | Residenziale    |
| Torre Faro B                                |          | 70 m    | 18    | 2013                | Residenziale    |
| San Benigno - Torri Piane (Comparto 1)      |          | 70 m    |       | 1993                | Uffici          |